# El Chinchonero
Serapio Romero, genannt El Chinchonero (* 1835 in Olancho, Honduras; † 1868 in Manto, Honduras) war ein Politiker in Honduras.

## Leben

### Herkunft
Serapio Romero war Knecht auf einer Rinder-Hazienda von Pedro Bertrand, dem Vater von Francisco Bertrand. Er war Hacedor de cinchos (Gürtler), woraus sein Alias wurde.

### Aufstand von Olancho
Am 7. Dezember 1864 löste die Verhaftung des Abgeordneten Rafael Rosales einen Aufstand in Olancho aus. Am 10. Dezember 1864 kamen Serapio Romero und José Ángel Rosales nach Yocón und erklärten, sie seien von Florencio Xatruch Villagra gesandt, um José María Medina durch einen Aufstand zu stürzen. Sie rekrutierten die Bewohner der Stadt, konfiszierten Waffen und Geld.
Am 21. Dezember 1864 griffen etwa 200 Aufständische unter der Leitung von Barahona, Antúnez und Zavala Juticalpa an. General Pedro Fernández ließ den Angriff zurückschlagen. Manuel Barahona wurde verletzt zurückgelassen und erschossen, weil er sich angeblich nicht ergeben wollte.

### Die Niederschlagung des Aufstandes
Am 23. Dezember 1864 verfügte die Regierung Medina den Ausnahmezustand. Am 25. Dezember 1864 gab Medina den schriftlichen Befehl, den sein Minister Francisco Cruz gegenzeichnete, mit dem er seinen Offizieren erlaubte Gefangene zu töten. Damals war in der Verfassung die Todesstrafe abgeschafft, und Zivilisten durften nicht vor Militärgerichte gestellt werden. Hätten seine Generäle Juan López Gutiérrez und Juan Antonio Medina Orellana den Befehl buchstabengetreu ausgeführt, wären alle Bewohner von Olancho vernichtet worden. 200 Männer wurden erschossen und 500 gehängt.
Angeführt durch die Obersten José María Barahona, Francisco Zavala und Bernabé Antúnez marschierten 1865 mehr als 1.000 Olanchanos auf Tegucigalpa zu. Medina führte eine Strafexpedition an und ließ die Anführer erschießen. Einige Dörfer im Departamento Olancho wurde in Brand gesteckt und ihre Bewohner im Kampf getötet oder anschließend erschossen. Es wurden viele Menschen deportiert, viele flohen aus Olancho, was die Bevölkerung in Olancho drastisch reduzierte. Die Hauptstadt wurde von Olancho wurde von Manto nach Juticalpa verlegt.
Vor Juticalpa liegt der Cerro El Vigía (Die Wache), welche einen Gebirgszug anführt, der das flache Tal des Río Olancho unterbricht. Er trägt diesen Namen, da er in den ersten Jahren der Konquista als Wachturm diente. Juticapla erstreckte sich damals zwei Häuserblocks um die Kirche in alle Richtungen. Nach dem Aufstand 1865 wurden auf dem Cerro Vigía ein eiserner Käfig aufgestellt, in dem die Leichen von Antúnez und Zavala ausgestellt wurden. General Fernández genoss das Schauspiel und ließ die Käfige von Soldaten bewachen, um zu verhindern, dass Menschen den Resten ein christliches Begräbnis gaben oder das Volk den Cerro zum Wallfahrtsort machten. Das Zurschaustellen von Leichen oder Leichenteilen zur Abschreckung wurde auch von der konservativen Regierung von Guatemala José Rafael Carrera Turcios angewandt.
In der Nacht zum 9. Juli 1868 trafen sich 19 Verschwörer, zu denen Lic. Cresencio Gómez und Máximo Cordón gehörten, im Dorf Calona, das durch den Río Juticalpa von Juticalpa getrennt war. Pedro Fernández befand sich in Catacamas, sein Stellvertreter Nazarino Garay, schlief drei Blocks von der Garnison entfernt im Haus Wenceslao Cálix. Die Mehrheit der Soldaten schlief . Serapio Romero erwartete innerhalb von acht bis zehn Tagen Xatruch mit Truppen.
Am 9. August 1868 nahm eine Gruppe Aufständischer unter Serapio Romero die Garnison von Juticalpa im Handstreich, dabei wurden der Befehlshaber von Juticalpa Nazario Garay und ein Soldat getötet. Nazario Garay und Serapio Romero fochten einen Kampf mit Macheten aus, bei dem Serapio Romero Sieger wurde.
Serapio Romero Juticalpa ließ die Skelette von Antúnez und Zavala vom Cerro El Vigía holen und mit militärischen Ehren beisetzen. In einen Brief vom 11. Juli 1868 an Pedro Fernández stellt Serapio Romero ein Bündnis mit Florencio Xatruch Villagra dar. Die Tötung von Nazarino Garay stellte er als Notwehr dar. Die Aktion soll von El Salvador aus gelenkt worden sein. Es sollten die Departamentos Tegucigalpa, Comayagua und Olacho durch Aufstände einen Beitrag zum Sturz von Medina leisten.
Daraufhin entsandte die Regierung unter José María Medina eine Strafexpedition. Die  Aufständischen um Serapio Romero wurden in Juticalpa von Truppen aus Catacamas, die Pedro Fernández ausgehoben hatte, geschlagen. Praktisch allein floh Serapio Romero in den Norden von Olancho. Er wurde am 22. Juli 1868 von Leuten aus dem Dorf Yocón unter dem Kommando von Sotero Àvila bei Los Igenecitos gefangen genommen und nach Manto gebracht, wo noch am 22. Juli 1868 ein Verhör begonnen wurde. Beim Verhör gab Serapino Romero an, es habe die Absicht bestanden, Medina zu stürzen. Grund sei, dass dieser den Hafen von Amapala verkauft und eine Eisenbahn in Honduras habe bauen lassen, was Ausländer nach Honduras brachte.
Serapio Romero wurde geköpft. Olancho war nun ein entvölkertes aber befriedetes Departamento.

## Nachwirkung
In den 1980ern nannte sich eine Guerilla in Honduras Movimiento Popular de Liberación Chinchoneros.